# Filippo Paolone
Filippo Paolone (* 23. Juli 1917 in Mosciano Sant’Angelo; † 13. November 1993 in Rom) war ein italienischer Journalist, Dokumentarfilmer, Akademiemitglied und Filmlobbyist.

## Leben
Paolone arbeitete auf vielfältige Weise und in mancherlei Funktionen; so war er Dozent für Geschichte der Informationswissenschaften an der „Schule für Publizismus“ der „Statistischen Fakultät“ an der Università di Roma, Vizepräsident des „Studio Romano für Sozialwesen“, Redakteur der Zeitschrift „Audio-Video“, Präsident der „Unione Industrie Cinetelevisive specializzate“ (Unics), Mitglied des Leitungsgremiums des David di Donatello sowie Vizepräsident der Anica. 1987 unterschrieb er für die Gesellschaft den neuen „nationalen Arbeitsvertrag“ für Filmschaffende.
Daneben drehte er zahlreiche Dokumentarfilme seit 1954 und arbeitete auf dem Spielfilmsektor in den 1950er Jahren als Drehbuchautor. Sein Spielfilm als Regisseur aus dem Jahr 1959, Pierino Salvadanio, richtete sich an die Zielgruppe der Kinder. Paolone ist vor allem als Pionier des industriellen und technischen Dokumentarfilms in Italien bekannt. Er war auch Filmwissenschaftler und entwickelte seine eigene Theorie zur audiovisuellen Kommunikation. Paolone hat seine Dokumentarfilme auf der Grundlage seiner theoretischen Forschung über audiovisuelle Medien gemacht, um die Kommunikation effektiver zu gestalten. Parallel zu seiner Filmproduktion schrieb Paolone zahlreiche theoretische Arbeiten über audiovisuelle Medien als Instrument der öffentlichen Meinungsbildung und Ausbildung. Paolone hat in Italien das System der „Arbeitsgrammatiken“ erfunden: thematische Reihen von Dokumentarfilmen zur Klärung eines bestimmten technischen Themas.

## Filmografie (Auswahl)
- 1955: Gli orizzonti del sole
- 1957: L'angelo custode
- 1959: Pierino Salvadanaio (Dokumentarfilm, Regie)

## Schriften (Auswahl)
- Film e opinione, i quaderni della “Rivista del cinematografo”, Roma, So.Gra.Ro, 1958
- Storia degli strumenti del pubblicismo, Roma, So.Gra.Ro, 1959
- Situazioni e problemi del cinema specializzato in italia, Roma, ANICA, 1983